# Església parroquial de Santa Anna (Xóvar)
L'Església Parroquial de Santa Anna de Xóvar, a la comarca de l'Alt Palància, és un temple  catòlic catalogat com Bé Immoble de Rellevància Local, segons consta a la Direcció General de Patrimoni Artístic de la Generalitat Valenciana, amb el codi identificatiu: 12.07.056-001.
Es localitza a la plaça de l'Església de Xóvar, i està dedicada a Santa Anna, que és la patrona de la localitat.

## Descripció
El temple és de petites dimensions i es troba adossat a construccions privades d'habitatges en un dels seus laterals. Segueix l'estil  neoclàssic, encara que presenta una decoració típicament  barroca, amb rocalles sobre talla de guix.
La façana principal és estreta i al lateral esquerre s'eleva la torre campanar, que a més presenta un rellotge. La porta d'accés al temple presenta llinda recta de carreu i en el seu eix i sobre ella poden observar-se, primer una fornícula amb un paper de rajoles dedicat a la patrona Santa Anna i a la Verge; i, després, per sobre d'aquesta, una finestra rectangular.
La torre campanar presenta dos finestrals amb dues bigues, el que fa pensar que en altres temps va poder tenir més d'una campana, encara que actualment només disposa d'una, que, a més, està dedicada a Santa Anna i té inscrita la data de fosa perquè sabem que està datada en 1943.

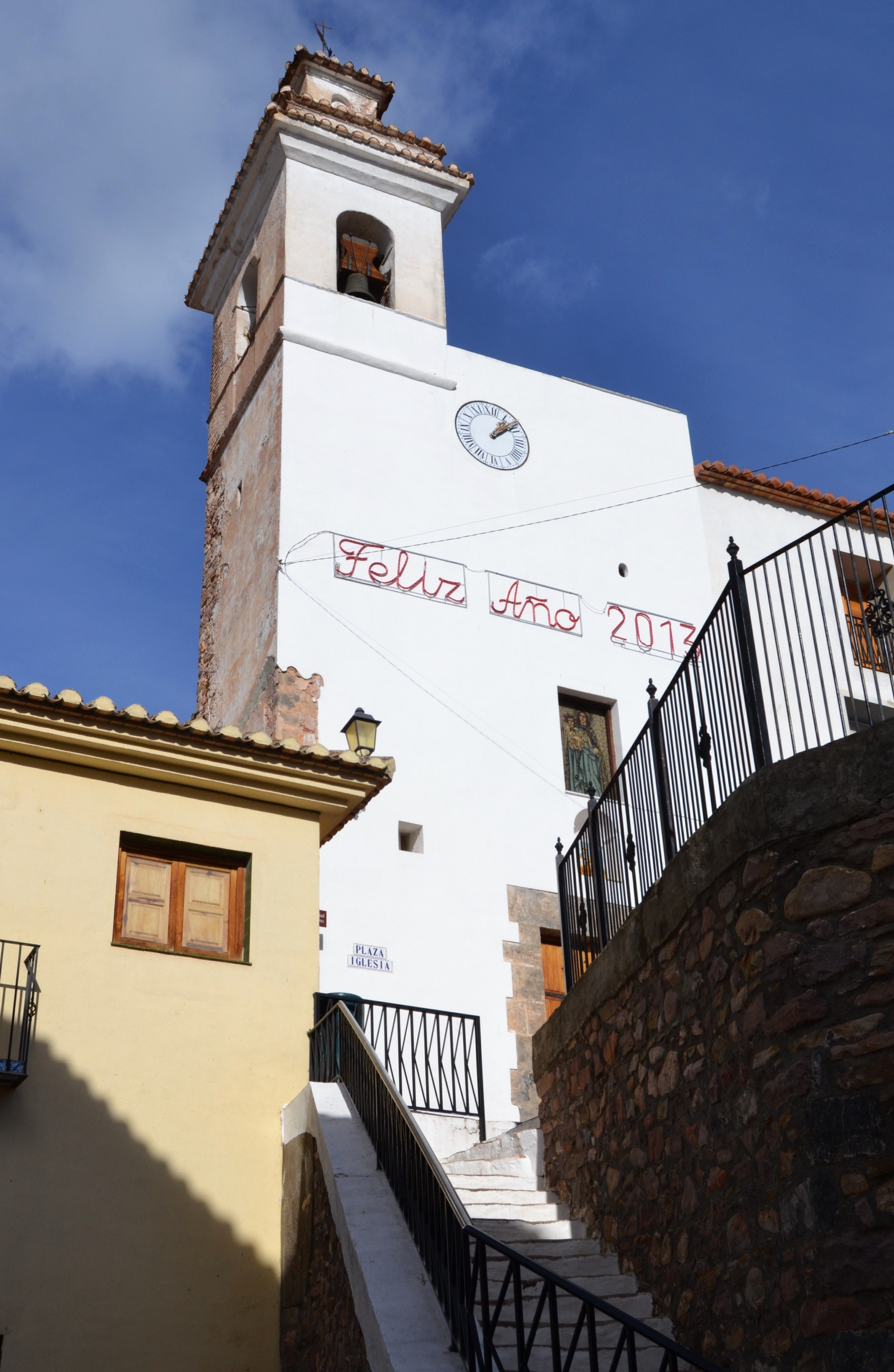
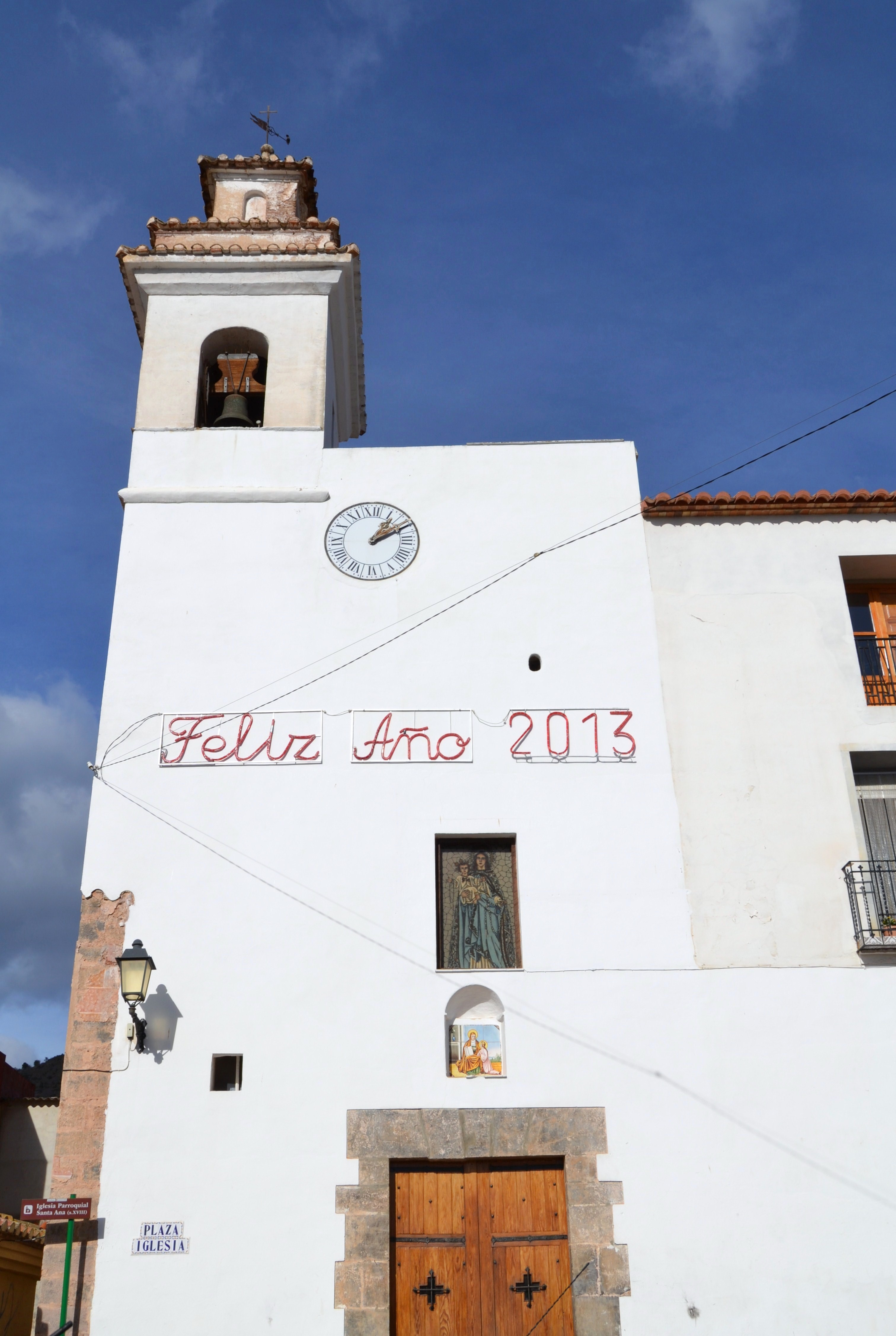
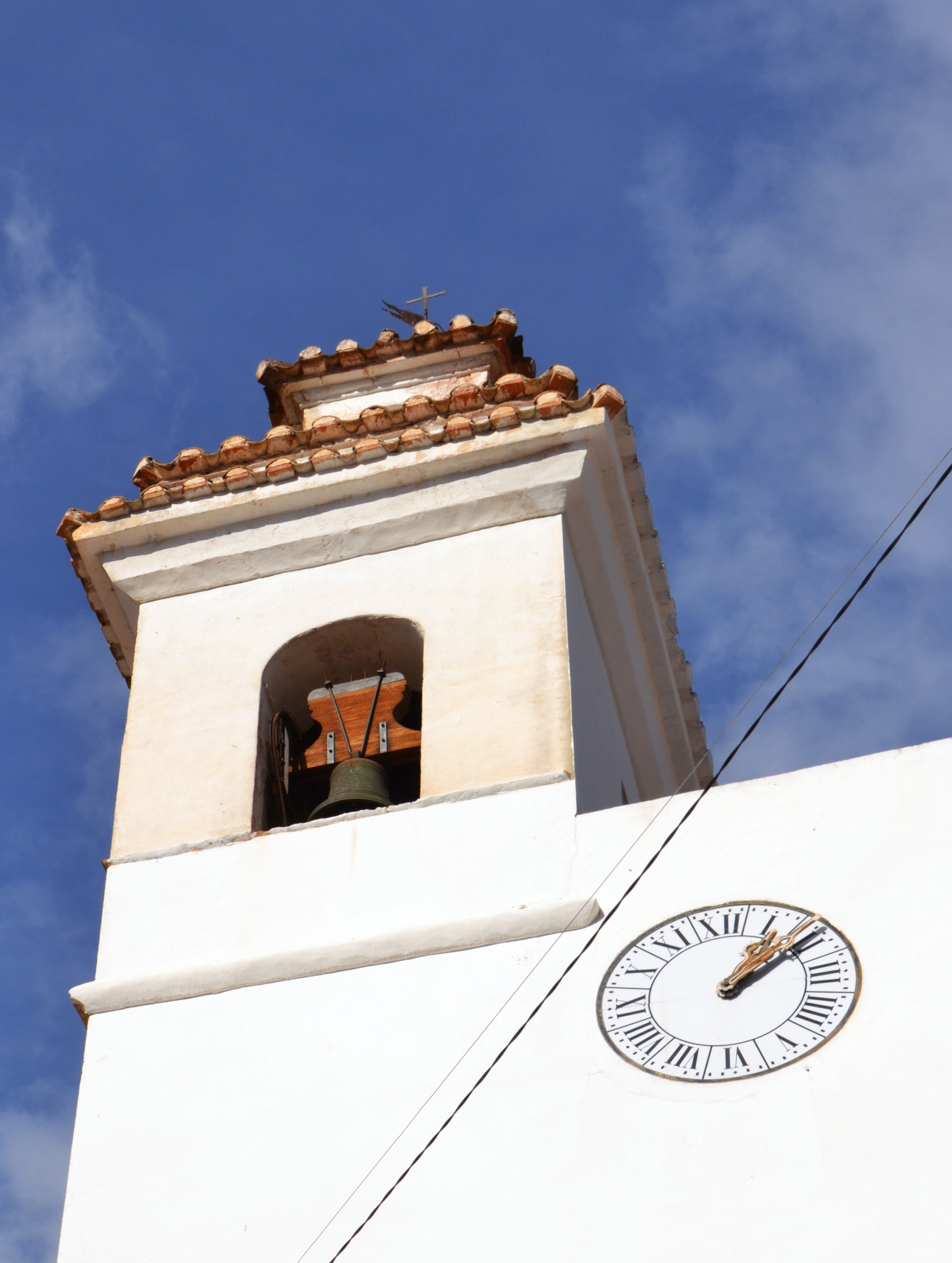
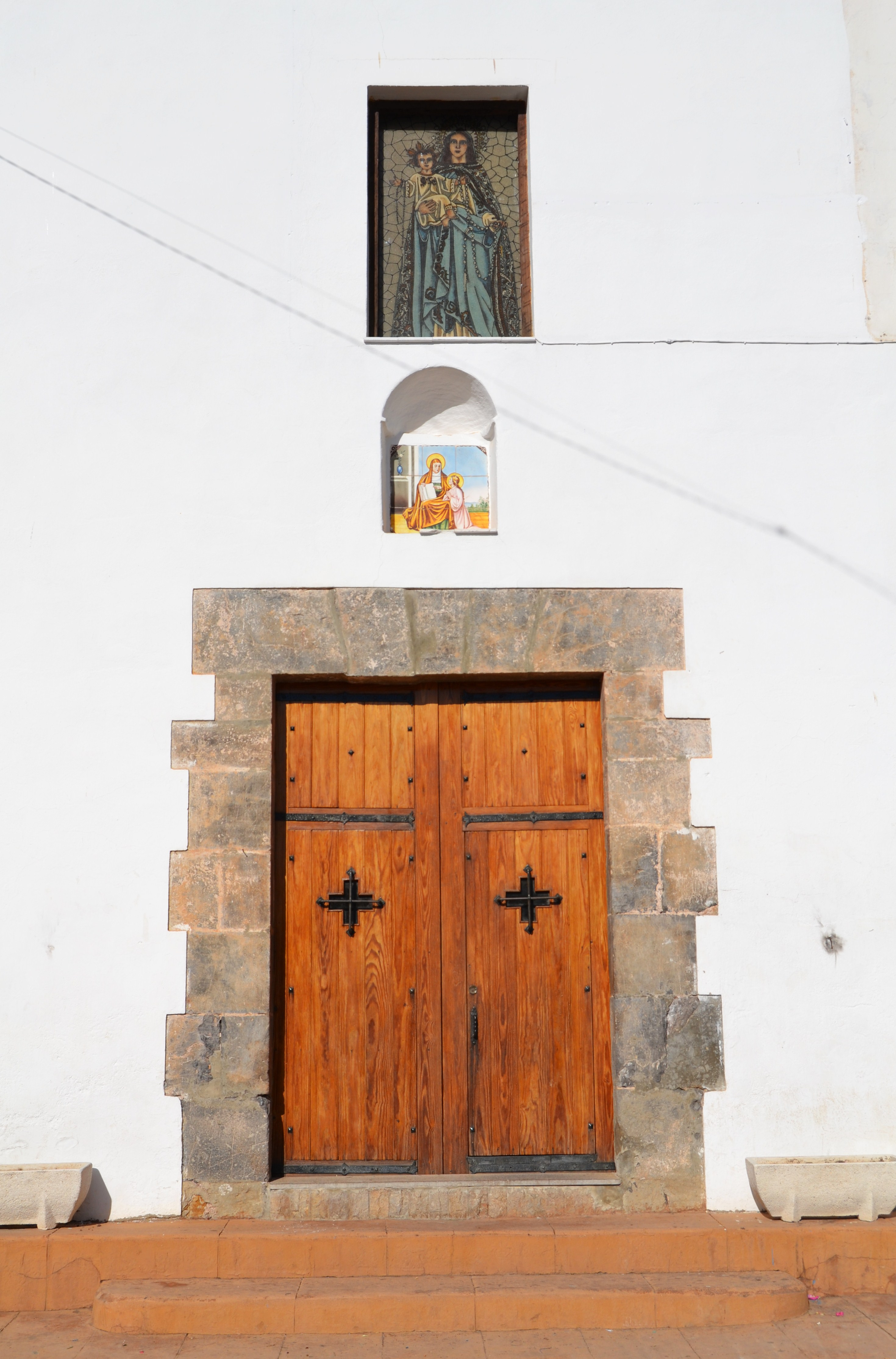